# ميرا غريني
ميرا غريني (بالإنجليزية: Myra Greene)‏ هي مصورة أمريكية، ولدت في 1975.

## وصلات خارجية
- الموقع الرسمي